# Elżbieta Szyroka
Elżbieta Ćmok-Szyroka (ur. 22 sierpnia 1936 w Katowicach) – polska lekkoatletka, sprinterka.

## Kariera
Zawodniczka klubu Baildon Katowice. Mistrzyni i rekordzistka Europy w sztafecie 4 × 100 metrów (Belgrad 1962 – 44,5 s.). Szósta zawodniczka ME w biegu na 100 metrów (Belgrad 1962 – 11.8). 
6-krotna rekordzistka Polski w biegu na 100 m (do 11,4 w 1963 r.) i 2-krotna rekordzistka kraju w sztafecie 4 × 100 m. Mistrzyni Polski w biegu na 100 m (1963). Dwukrotnie notowana w rankingu Track & Field News w 1963 r.: 9. na 100 m i 10. na 200 m. Rekordy życiowe: 100 m – 11,4 (1963), 200 m – 23,9 (1963).